# Dolny Śląsk
Dolny Śląsk là một tỉnh của Ba Lan, giáp biên giới với bang Sachsen của Đức và các vùng Liberec, Hradec Králové, Pardubice và Olomouc của Cộng hòa Séc. Tỉnh này có diện tích 19.947,76  km², dân số thời điểm 30 tháng 6 năm 2004 là 2.895.729 người. Tỉnh lỵ là Wrocław.

## Thành phố và thị xã
Tỉnh này có 91 thành phố và thị xã. Bảng dưới đây xếp theo thứ tự dân số giảm dần (dân số thời điểm năm 2006)):
| Wrocław (635.280) Wałbrzych (125.773) Legnica (105.485) Jelenia Góra (86.663) Lubin (76.595) Głogów (68.954) Świdnica (60.354) Bolesławiec (40.837) Oleśnica (36.951) Dzierżoniów (34.678) Zgorzelec (32.925) Bielawa (31.219) Oława (30.908) Kłodzko (28.249) Jawor (24.347) Nowa Ruda (24.261) Świebodzice (23.126) Polkowice (22.279) Lubań (22.137) Kamienna Góra (21.440) Bogatynia (19.068) Strzegom (16.782) Boguszów-Gorce (16.687) Złotoryja (16.503) Ząbkowice Śląskie (16.242) Jelcz-Laskowice (15.196) Chojnów (14.389) Brzeg Dolny (12.786) Góra (12.574) Wołów (12.286) Strzelin (12.192) | Trzebnica (12.180) Milicz (12.004) Kowary (11.824) Syców (10.712) Bystrzyca Kłodzka (10.638) Kudowa-Zdrój (10.204) Lwówek Śląski (9.687) Pieszyce (9.490) Ziębice (9.234) Środa Śląska (8.800) Oborniki Śląskie (8.426) Chocianów (8.215) Gryfów Śląski (7.128) Szklarska Poręba (7.094) Głuszyca (6.999) Żarów (6.902) Polanica-Zdrój (6.900) Twardogóra (6.866) Sobótka (6.780) Piława Górna (6.779) Żmigród (6.573) Przemków (6.551) Lubawka (6.529) Piechowice (6.494) Stronie Śląskie (6.246) Lądek-Zdrój (6.181) Ścinawa (5.934) Pieńsk (5.799) Szczawno-Zdrój (5.506) Kąty Wrocławskie (5.418) Bolków (5.380) | Jaworzyna Śląska (5.240) Szczytna (5.234) Jedlina-Zdrój (5.116) Duszniki-Zdrój (5.113) Bierutów (5.066) Karpacz (5.063) Olszyna (4.786) Leśna (4.752) Świeradów-Zdrój (4.554) Mieroszów (4.515) Zawidów (4.412) Mirsk (4.136) Nowogrodziec (4.055) Wojcieszów (3.940) Siechnice (3.851) Prochowice (3.702) Niemcza (3.121) Węgliniec (3.072) Złoty Stok (2.930) Bardo (2.860) Wąsosz (2.828) Międzylesie (2.776) Radków (2.460) Świerzawa (2.439) Międzybórz (2.356) Wiązów (2.230) Prusice (2.203) Wleń (1.884) Lubomierz (1.818) |